# Teruelius intertidalis
Espèce
Synonymes
- Grosphus intertidalis Lourenço, 1999

Teruelius intertidalis est une espèce de scorpions de la famille des Buthidae.

## Distribution
Cette espèce est endémique de la région d'Atsimo-Andrefana à Madagascar. Elle se rencontre vers Toliara.

## Habitat
Cette espèce se rencontre sur des plages de sable.

## Description
La femelle holotype mesure 57,2 mm.

## Systématique et taxinomie
Cette espèce a été décrite sous le protonyme Grosphus intertidalis par Lourenço en 1999. Elle est placée dans le genre Teruelius par Lowe et Kovařík en 2019, dans le genre Grosphus par Lourenço, Rossi, Wilmé, Raherilalao, Soarimalala et Waeber en 2020 puis dans le genre Teruelius par Lowe et Kovařík en 2022.

## Publication originale
- Lourenço, 1999 : « A new species of Grosphus Simon (Scorpiones, Buthidae), the first record of an intertidal scorpion from Madagascar. » Entomologische Mitteilungen aus dem Zoologischen Museum Hamburg, vol. 13, no 161, p. 133-138 (texte intégral).